# Dobrna
Dobrna é um município da Eslovênia. A sede do município fica na localidade de Dobrna.